# Carole Ammoun
Pour les articles homonymes, voir Ammoun.
Carole Ammoun (née à Beyrouth en 1979) est une actrice et écrivain libanaise. Elle a joué dans des pièces de théâtre et des films en français, anglais et arabe. Elle a aussi publié des nouvelles.

## Filmographie
- 2012 : Beyrouth hôtel (Beirut Hotel) de Danielle Arbid (TV)
- 2007 : Un homme perdu de Danielle Arbid